# Sternidius pantherinus
Sternidius pantherinus là một loài bọ cánh cứng trong họ Cerambycidae.